# Moto Guzzi C2V Toer-serie
De Moto Guzzi C2V was een motorfiets van het Italiaanse merk Moto Guzzi. De machine verscheen eerst als racemotor op de circuits (zie: Moto Guzzi C2V Race), maar werd al snel als sportmotor aan het gewone publiek verkocht. In de loop van de jaren werd de machine doorontwikkeld tot de modellen "2VT" en "GT 2VT".

## Voorgeschiedenis
Moto Guzzi was pas in 1921 begonnen met de productie van motorfietsen, en er was nog slechts één model te koop: de Moto Guzzi Normale. Carlo Guzzi was weliswaar geen groot voorstander van racen, maar enerzijds besefte hij ook dat de motorsport een groot reclame-aspect was, en anderzijds bood het deelnemen aan races hem de kans de technische aspecten die te duur waren voor productiemodellen toch toe te passen. Het racen was ook al deel van de plannen vóórdat het merk Moto Guzzi ontstond. Tot 1923 had Moto Guzzi aan wedstrijden deelgenomen met licht gewijzigde versies van de "Normale", maar in dat jaar verscheen de eerste racemotor, de Moto Guzzi C2V ("Corsa Due Valvole"). De C2V werd voornamelijk ingezet in de lange afstandsraces, die indertijd in Italië populair waren. Daarom had de machine ook een kickstarter. Echte circuits bestonden nog nauwelijks. Toen de machine in 1924 als fabrieksracer werd afgelost door de C4V, kwam het model als productieracer op de markt voor privérijders. De prijs was 9.450 lire. De dubbele ontsteking werd vanaf dat moment een optie.

## C2V Toermachine
Als vrij snel verscheen er een normale wegversie van de C2V. Feitelijk werd er aan de racemotor niet veel veranderd. Er werd een dynamo toegevoegd vanwege de elektrische verlichting. Daardoor kreeg Carlo Guzzi toch zijn zin: de kopklepmotor die in eerste instantie te duur was, maar die voor de racemotor tóch was doorontwikkeld, kon hij nu gebruiken voor een wegmodel.

### Motor
Zonder al te grote aanpassingen werd de kop/zijklepmotor van de Normale voorzien van twee kopkleppen, die door stoterstangen en tuimelaars werden bediend. Dit was dus nog geen "Quattro Valvole" motor. Het was een liggende 500 cc eencilinder. Daardoor kreeg het heetste onderdeel, de cilinderkop, de beste rijwindkoeling. Het was, ook al in tegenstelling tot het gebruikelijke, een korteslag motor (de slag van 82 mm was kleiner dan de boring van 88 mm). Er was een enorm buitenliggend vliegwiel toegepast, waardoor de lagers van de krukas dichter bij elkaar konden liggen. De zuiger kreeg drie compressieveren en één olieschraapveer en de 25mm-Amac-racecarburateur had een inlaatkelk die recht naar achteren wees in plaats van opzij. Door deze aanpassingen steeg het vermogen naar 17 pk bij 4.200 toeren per minuut. De machine had een dry-sump smeersysteem en daarom twee oliepompen, net als de "Normale". Een tandwielpomp voerde de olie door de holle linker krukastap. Door de centrifugaalkracht van de krukas werd het big-endlager gesmeerd. Omdat de krukas achterstevoren draaide werd de olie tegen de bovenkant van de cilinder gespoten en de cilinderwand werd door de naar beneden stromende olie gesmeerd en gekoeld. Ook de versnellingsbak kreeg daardoor zijn smering. Om de olie terug te voeren naar de olietank werd een schottenpomp onder in het carter geplaatst. De tuimelaars werden gesmeerd door een vetpotje op de tuimelaaras.

### Aandrijflijn
Door het vliegwiel los te plaatsen van de koppeling konden koppeling en versnellingsbak vlak achter de motor worden geplaatst, waardoor de ketting voor de primaire aandrijving kon worden vervangen door een set ingesloten kegeltandwielen. Moto Guzzi bouwde dus vanaf het begin een blokmotor. Daardoor kregen motor en versnellingsbak ook een gezamenlijk smeersysteem. De secundaire aandrijving werd verzorgd door een ketting.

### Rijwielgedeelte
Omdat de motor met zijn liggende cilinder erg laag was, kon ook het frame laag gebouwd worden. Het was een dubbel wiegframe met een aangeschroefde driehoeksconstructie als achterframe. Hierbij maakte ook het verstevigde achterspatbord deel uit van de dragende constructie. Tussen de bovenste framebuizen was de tank gemonteerd, volgens het principe van een flattank, maar bij Guzzi was deze wigvormig gemaakt, waardoor de bovenste buis naar beneden afliep. Daardoor werd een zeer comfortabele zithouding verkregen. Aan vering en remmen was nog niet veel aandacht besteed. Vóór was een gebruikelijke girder voorvork toegepast, het achterframe was star. Een voorrem was er helemaal niet, het achterwiel kon zowel met hand- als voetbediening beremd worden door een trommelrem.

## 2VT
In 1927 verdween de C2V uit de catalogus, toen hij werd afgelost door de 2VT (Due Valvole in Testa oftewel "twee kopkleppen"). Deze had het frame, de nieuwe zadeltank en de voorvork die ook de Moto Guzzi Sport 15 zou krijgen, maar verder werd er niets gewijzigd.

### Rijwielgedeelte
Net als de Sport modellen kreeg de machine standaard een trommelrem in het voorwiel, en een nieuwe, ruitvormige voorvork die afkomstig was van de racemotoren 4V TT en 4V SS. Het frame was licht gewijzigd waardoor een andere balhoofdhoek en een grotere bodemvrijheid ontstond. De voetsteunen stonden iets verder naar achteren voor een meer sportieve zithouding. In 1930 werden kleine wijzigingen aangebracht, zoals een verbeterde trommelrem in het voorwiel. Daardoor kon modder niet meer zo makkelijk binnendringen. Een van de belangrijkste was de toepassing van de zadeltank, waardoor het uiterlijk veel moderner werd. Het gereedschapskistje was nu verzonken in de tank en de trapeziumvormige olietank werd vervangen door een driehoekig exemplaar.

## GT 2VT
De GT 2VT verscheen in 1931 en was voorzien van de achtervering van de Moto Guzzi GT. De naam stond voor "Gran Turismo Due Valvole in Testa". Daardoor was hij wel zwaarder geworden, maar dankzij het "raceblok" haalde hij toch nog ruim 115 km per uur. Toch was de machine niet bijzonder populair, wellicht mede omdat er concurrentie in eigen huis was van de Sport 15. Van de GT 2VT werden 167 exemplaren verkocht, van de Sport 15 bijna 6.000.

## Technische gegevens
| Moto Guzzi             | C2V                                  | 2VT                                  | GT 2VT                               |
| ---------------------- | ------------------------------------ | ------------------------------------ | ------------------------------------ |
| Periode                | 1923-1927                            | 1928-1934                            | 1931-1934                            |
| Productieaantal        | onbekend                             | onbekend                             | 167                                  |
| Categorie              | Sportmotor                           | Sportmotor                           | Toermotor                            |
| Motortype              | Kopklepmotor                         | Kopklepmotor                         | Kopklepmotor                         |
| Bouwwijze              | dwarsgeplaatste liggende eencilinder | dwarsgeplaatste liggende eencilinder | dwarsgeplaatste liggende eencilinder |
| Cilinder               | Gietijzer                            | Gietijzer                            | Gietijzer                            |
| Cilinderkop            | Gietijzer                            | Gietijzer                            | Gietijzer                            |
| Klepopstelling         | 2 kopkleppen                         | 2 kopkleppen                         | 2 kopkleppen                         |
| Klepbediening          | stoterstang/tuimelaar                | stoterstang/tuimelaar                | stoterstang/tuimelaar                |
| Carburateur            | Amac                                 | Amac                                 | Amac                                 |
| Ontsteking             | Bosch magneetontsteking              | Bosch magneetontsteking              | Bosch magneetontsteking              |
| boring                 | 88 mm                                | 88 mm                                | 88 mm                                |
| slag                   | 82 mm                                | 82 mm                                | 82 mm                                |
| Cilinderinhoud         | 498,4 cc                             | 498,4 cc                             | 498,4 cc                             |
| Smeersysteem           | Dry-sump                             | Dry-sump                             | Dry-sump                             |
| Compressieverhouding   | 5,25:1                               | 5,25:1                               | 5,25:1                               |
| Max. Vermogen          | 17 pk bij 4.200 tpm                  | 17 pk bij 4.200 tpm                  | 17 pk bij 4.200 tpm                  |
| Topsnelheid            | 120 km/h                             | 120 km/h                             | 115 km/h                             |
| Primaire aandrijving   | tandwielen                           | tandwielen                           | tandwielen                           |
| Koppeling              | meervoudige natte platenkoppeling    | meervoudige natte platenkoppeling    | meervoudige natte platenkoppeling    |
| Versnellingen          | 3 handgeschakeld                     | 3 handgeschakeld                     | 3 handgeschakeld                     |
| Secundaire aandrijving | ketting                              | ketting                              | ketting                              |
| frame                  | Dubbel wiegframe                     | Dubbel wiegframe                     | Dubbel wiegframe                     |
| Wielbasis              | 1410 mm                              | 1410 mm                              | 1410 mm                              |
| Vering vóór            | Girder                               | Ruitvorm met frictiedempers          | Ruitvorm met frictiedempers          |
| Vering achter          | Star                                 | Star                                 | Swingarm met frictiedempers          |
| Wielen                 | 19 x 2½ inch                         | 19 x 2½ inch                         | 19 x 2½ inch                         |
| Banden                 | 26" x 3.00                           | 26" x 3.00                           | 26" x 3.00                           |
| Rem(men)               | trommelrem achter                    | Trommelremmen vóór en achter         | Trommelremmen vóór en achter         |
| Gewicht                | 130 kg                               | 130 kg                               | 150 kg                               |
| Tankinhoud             | 11 liter                             | 11 liter                             | 11 liter                             |
| Voorganger             | C2V racer                            | C2V                                  | C2V                                  |
| Opvolger               | 2VT en GT 2VT                        | Geen                                 | Geen                                 |